# Ignacio Briceño
Pour les articles homonymes, voir Briceno.
Ignacio Briceño est l'une des quatre paroisses civiles de la municipalité de Pedraza dans l'État de Barinas au Venezuela. Sa capitale est Maporal. En 2018, sa population s'élève à 6 731 habitants.

## Hydrographie
La paroisse civile est arrosée par le bassin versant du río Apure qui la borde au sud dont les cours d'eau traversent le territoire d'ouest en est, notamment le río Caparo Viejo qui traverser la capitale Maporal et le río Suripá qui la borde au nord, lui-même recevant les eaux du río Bejuquero qui en amont se ramifie en d'autres bras dont le río Sioca et le brazo Toro Pintado.

### Démographie
Hormis sa capitale Maporal, la paroisse civile possède plusieurs localités, dont :
- Caparo Centro Oriental
- Caparo Norte Oriental
- Costa de Guaratarito
- Hato Viejo
  - Hato Viejo del Norte
  - Hato Viejo del Oeste
  - Hato Viejo del Sur
- La Garza
  - La Garza Norte
  - La Garza Sur
- Maporal
- Montañas de Caparo
  - Montañas de Caparo Este
  - Montañas de Caparo Norte
  - Montañas de Caparo Oeste
  - Montañas de Caparo Sur
- Parcelamiento Turiba Este
- Salomé
- Trompillo
- Turibita
  - Turibita Medio
  - Turibita Norte
  - Turibita Sur